# Балийская архитектура
Балийская архитектура — архитектурная традиция балийцев, населяющих вулканический остров Бали, Индонезия. Создана под влиянием балийской культуры, развившейся от индуистских влияний через древнее яванское посредничество, а также доиндусских элементов местной балийской архитектуры. 
Сегодня современный балийский стиль известен как одна из самых популярных азиатских тропических архитектур в основном благодаря росту туристической индустрии на Бали, что создало спрос на балийские дома, коттеджи, виллы и отели. Современная балийская архитектура сочетает в себе традиционные эстетические принципы, использование природных материалов острова, известную артистичность и мастерство его жителей, а также влияние международной архитектуры, новые технологии и тенденции. 

## Материалы
Традиционные балийские здания стремятся быть в гармонии с окружающей средой. Традиционные балийские дома построены почти полностью из органических материалов. Они используют натуральные материалы, такие как соломенная крыша, бамбуковые палки, плетеный бамбук, кокосовое дерево, тиковое дерево, кирпич и камень. Соломенная крыша, как правило, использует ijuk (черные волокна сахарной пальмы), сушёные листья кокосовой или саговой пальмы, или sirap (твердая черепица из древесины). Камни и красный кирпич обычно используются в качестве фундамента и стен, в то время как песчаник и камень андезит используются для изготовления орнаментов. 
Балийцы известны своим артистизмом. Они разработали сложную скульптурную традицию, которая проявляется в архитектуре, богатой орнаментом и внутренней отделкой. Балийские храмы и дворцы изысканно украшены богатыми орнаментами, как из дерева, так и из камня, на которых обычно изображены цветочные узоры. Балийские скульптуры часто служили в качестве стражей ворот в виде пары дварапал по обе стороны от входа. Сами ворота богато украшены головами Калы, растительными орнаментами и ваджрами или ратнами. Другие виды скульптур часто служат украшением, например, фонтанчики в виде богинь или драконов в местах купания.

## Философия
Балийская архитектура разработана на основе балийского образа жизни, его пространственной организации, общественных отношений, основанных на общине, а также философии и духовности, которые повлияли на ее дизайн. Во многом она обязана балийскому индуизму. Общей темой, часто встречающейся в балийском дизайне, является тройное разделение. 
Традиционная балийская архитектура придерживается строгих сакральных законов застройки, оставляющих обширные открытые пространства. Сооружение состоит из просторного внутреннего двора с множеством небольших павильонов, окруженных стеной для защиты от злых духов и украшенных статуями-хранителями. Философско-концептуальная основа, лежащая в основе развития балийской традиционной архитектуры, включает несколько концепций, таких как: 
- Три Хита Карана: концепция гармонии и баланса состоит из трех элементов; атма (человек), ангга (природа) и кхайя (боги). Три Хита Карана предписывает три способа, с помощью которых люди должны стремиться развивать гармоничные отношения: собратья, природа и Бог.
- Три Мандала: правила разделения пространства и зонирования. Три Мандала — это пространственная концепция, описывающая три части сфер: от Ниста Мандалы — внешнего и нижнего мирского менее священного царства, Мадья Мандала — промежуточного среднего царства, до Утама Мандала — внутреннего и высшего наиболее важного священного царства.
  - Санга Мандала: правила разделения пространства и зонирования. Санга мандала — это концепция, согласно которой пространство делится на девять частей — четыре стороны света, четыре промежуточных стороны и вертикаль (зенит). Эти девять кардинальных направлений связаны с индуистской концепцией локапал (стражей направлений), Dewata Nawa Sanga или девяти богов-хранителей направлений, которые появляются в Маджапахитских символах Сурья Маджапахита. Это: центр — Шива, восток — Ишвара, запад — Махадева, север — Вишну, юг — Брахма, северо-восток — Самбху, северо-запад — Сангкара, юго-восток — Махесора и юго-запад — Рудра.
- Три ангга: концепция иерархии от микрокосма и среднего царства до макрокосма. Это также связано со следующей концепцией три лока . [2]
- Три Лока: также концепция иерархии между тремя сферами: бхур (санскрит: бхурлока), нижний мир животных и демонов, бхува (санскрит: бхуварлока), средний мир человека, и суах (санскрит: сварлока), верхний мир богов и божеств.
- Аста Косала Косали: восемь руководящих принципов для архитектурных проектов, которые включают формы нияса (символы) в pelinggih (святыня), pepalih (этапы), его единицы измерения, формы и размеры, также диктуют соответствующие украшения.
- Арга Сегара или Кая Келод : священная ось между. Арга или Кая (гора) и Segara или Kelod (море). Горный регион считается парахьянганом, обителью хьянг или богов, срединная равнина между ними - царство человека, а море — царством морского чудовища и демонов.

Помимо художественного и технического мастерства, все балийские архитекторы (бал.: Ундаги) должны овладеть этими балийскими философскими концепциями, касающимися формы, архитектуры и пространственной организации. 

## Религиозная архитектура
Балийский храм или пура (в переводе с санскрита: «город, окружённый стенами») представляют собой культовое место под открытым небом в закрытых стенах, соединенных рядом замысловато украшенных ворот между его соединениями. Этот комплекс со стенами содержит несколько святынь, меру (башни) и бале (павильоны). Дизайн, план и расположение pura соответствуют концепции Tri Mandala о распределении пространства в Бали. Три зоны мандалы — это Ниста Мандала (джаба писан): внешняя зона, Мадья Мандала (джаба тенга): средняя зона и Утама Мандала (джеро): священная зона. 
Балийский храм обычно содержит падмасану, возвышающийся лотосовый трон самого высокого бога, Ацинтья (Санг Хян Видхи Васа в современном балийском), pelinggih meru (многоэтажная башня, похожая по дизайну с непальской или японской пагодой), и различные павильоны в том числе тюк паведан (павильон ведического пения), тюк пиясан, тюк пепелик (павильон подношения), тюк пангунган, тюк мурда и педиимпенан гедонг (хранилище реликвий храма). 

## Повседневная архитектура
В отличие от европейской архитектуры, балийские дома и Пури (дворцы) создаются не как единое огромное здание, а скорее как совокупность многочисленных сооружений внутри огражденного стеной корпуса, каждое из которых имеет особые функции; такие как передний открытый павильон для приема гостей, главная спальня, другие спальни, pelinggihan или pemrajan — это небольшой семейный храм, жилые помещения и кухня. Кухни и жилые помещения, в которых проводятся повседневные повседневные дела, обычно отделены от семейного храма. Большинство из этих павильонов построены в балийской архитектуре бале, с соломенной крышей со стенами или без стен, похожих на яванское пендопо. Обнесенный стеной корпус соединен с рядом ворот. Балийская архитектура признает два типа ворот: расколотые ворота Candi Bentar и крытые ворота Paduraksa или Кори-Агунг. 
В балийской дворцовой архитектуре его размеры больше, орнамент более богатый и продуманно украшен, чем обычные балийские дома. Balé Gede - это павильон из 12 колонн, где спит самый старый мужчина в семье, а wantilan — это прямоугольное общественное здание без стен, где люди собираются или проводят петушиные бои. Кулкуль — это возвышающееся возвышающееся сооружение, увенчанное небольшим павильоном, в котором расположен кулькуль (балийский щелевой барабан). Кулькуль будет звучать как сигнал тревоги во время чрезвычайной ситуации в деревне, городе или дворце, или как знак собирания жителей деревни. В балийских деревнях есть бейл банджар, общественное здание, где собираются жители деревни. 

## Ландшафтная архитектура
Балийские сады обычно создаются в естественном тропическом стиле, наполненном тропическими декоративными растениями в гармонии с окружающей средой. Сад обычно проектируется в соответствии с естественной топографией и практически не изменяется от своего естественного состояния. Однако некоторые водные сады оформлены в формальном стиле с прудами и фонтанами, такими как водный сад Таман Аюн и Тирта Гангга. Бейл Камбанг, что в переводе с литературного означает «плавучий павильон», представляет собой павильон, окруженный прудами, обычно заполненными водяными лилиями. Петиртаан — это место для купания, состоящее из серии прудов и фонтанов, используемых как для отдыха, так и для ритуальных очищающих ванн. Примерами петиртаана являются купальные сооружения в Гоа Гаджах и Тирта Эмпул. 

## Элементы балийской архитектуры
- Канди бентар разделил ворота как вход из внешнего царства.
- Тюк кулькуль, щелевая барабанная башня.
- Статуи-хранители имели символическое значение, также являющееся частью украшения в балийской архитектуре.
- Крытые ворота Кори Агунг в павильоне Бали Таман Мини Индонезия Инда .
- Лицо Калы как хранителя портала и украшения, которые также содержат символические значения.
- Многоуровневая крыша Меру, похожая на пагоду, возвышается в Пуре.
- Святыни Пелинггих посвящены определенным богам.
- Становые святыни, посвященные индуистскому богу Ганеше .
- Sanggah Kemulan, Pemrajan или Merajan, небольшие семейные святыни дома, чтобы почтить предков домашних хозяйств.
- Падмасана, возвышающийся трон Санг Хианг Видхи Васа как центр поклонения.
- Здание храма с многоярусной крышей.
- Крыша золотистого цвета и соломенная крыша из черного июка .
- Тщательно вырезанная колонна, балка и потолок в качестве украшения.
- Крылатый лев как украшение интерьера крыши.
- Бейл гонг, гамеланский павильон в балийском храме.
- Фонтан водосточных статуй в священном купальном бассейне Гоа Гаджах .
- Лотос пруд как часть балийской ландшафтной архитектуры.
- Bale kambang, плавучий павильон в балийском саду.
- Bale Bengong, сад созерцая павильон.
- Bale wantilan, петушиный боевой павильон, неотъемлемая часть храма.
- Тирта Эмпул священное место для купания.
- Музей Индонезии в TMII построен в балийской архитектуре

## Современная балийская архитектура
Позиционирование Бали как популярного островного курорта, имеющего культурное значение, стимулирует спрос современной балийской архитектуры на здания, связанные с туризмом. Многочисленные отели, виллы, коттеджи, рестораны, магазины, музеи и аэропорты включили в свою архитектуру балийские темы, стиль и дизайн.